# Клитий (гигант)
Клитий (др.греч. Κλυτίος, Klytios) — в древнегреческой мифологии: гигант, сын Геи и Тартара (с вмешательством крови оскоплённого Урана), принимавший участие в гигантомахии (войне против Олимпийских богов). 
Клитий, кроме своего роста (около 10 метров), силы и вооружения, имел способность поглощать магию.  Был создан, чтобы погубить богиню Гекату. В гигантомахии вызвал её на битву, но потерпел поражение, так как на помощь Гекате пришёл Геракл. Тело Клития сожгли в пещере.
Древнегреческие мифы утверждают, что Клитий был одним из сильнейших и коварных гигантов, наряду с Порфирионом и Алкионеем. 
Рик Риордан представляет его как литературного героя в своей книге «Дом Аида».